# Paul Teyssier
Paul Teyssier  (* 10. Dezember 1915 in Argentan; † 11. Januar 2002 in Meudon) war ein französischer Romanist, Lusitanist, Sprachwissenschaftler und Literaturwissenschaftler.

## Leben und Werk
Teyssiers Familie stammte aus dem Département Corrèze. Er absolvierte die École normale supérieure und bestand 1939 die Agrégation de grammaire. Nach dem Kriegsdienst 1940 war er Gymnasiallehrer für Französisch in Tulle und hatte dort den Philosophen Marcel Conche zum Schüler.
Von 1941 bis 1947 wurde er von der Kulturabteilung des Außenministeriums nach Portugal geschickt und entdeckte die Portugiesische Sprache, die an der Sorbonne nicht gelehrt wurde. Er war zuerst bei Pierre Hourcade (1908–1983) am Institut français von Lissabon, ab 1944 Direktor des Institut français in Porto. 1947 ging er an den Quai d’Orsay zurück und wurde 1953 Professor für Portugiesisch an der Universität Toulouse.
Er habilitierte sich 1956 mit den beiden Thèses La Langue de Gil Vicente  (Paris 1959, portugiesisch: A Língua de Gil Vicente, Lissabon 2005) und Dictionnaire de la langue de Gil Vicente. Premier volume: A.
Von 1958 bis 1961 war er Conseiller culturel in Tunis, von 1962 bis 1967 in der gleichen Funktion in Rom (zeitweise auch Leiter des Institut français in Neapel) und von 1967 bis 1971 Leiter des Unterrichtswesens (Recteur d’académie) in Dakar.
Von 1971 bis 1987 war Teyssier an der Sorbonne der erste Professor für portugiesische Sprache und Literatur.

Teyssier war korrespondierendes Mitglied der Akademie der Wissenschaften von Lissabon (Academia das Ciências de Lisboa), Großoffizier des Ordens des Infanten Dom Henrique und Offizier der Ehrenlegion.

## Weitere Werke
Sprachwissenschaft
- Manuel de langue portugaise. Portugal-Brésil,  Paris 1976, 1984, 1988, 1992, 2002 (portugiesisch Coimbre 1989)
- Histoire de la langue portugaise, Paris 1980 (Que sais-je ? 1864, portugiesisch: História da língua portuguesa, übersetzt von Celso Cunha, Lissabon 1982; 6. Auflage 1994)
- (Hrsg.) Comprendre les langues romanes. Du français à l'espagnol, au portugais, à l'italien et au roumain. Méthode d'intercompréhension. Edition coordonnée par Jacqueline Brunet et Jack Schmidely, Paris 2004

Literatur- und Kulturwissenschaft
- (Übers.) José Maria Eça de Queiroz, Une famille portugaise (Os Maias), 2 Bde., Paris 1956;  (und Hrsg.) u. d. T. Les Maia. Roman, 2 Bde., Paris 1971, 1982, 1996, 2000
- Le Portugal, Paris 1963, 1970, 1983
- (Hrsg.) Simão Machado, Comédia de Dio, Rom 1969
- (Hrsg.) Gil Vicente, Romagem d'agravados, Paris 1975
- Gil Vicente,  Paris 1981 (portugiesisch: Gil Vicente. O autor e a obra, Lissabon 1982)
- (Übers. und Hrsg.) Esclave à Alger. Récit de captivité de João Mascarenhas 1621-1626, Paris 1993
- (Übers. und Hrsg. mit Paul Valentin) Voyages de Vasco de Gama. Relations des expéditions de 1497-1499 et 1502-1503, Paris 1995, 1998 (Taschenbuchausgabe : Vasco de Gama, La relation du premier voyage aux Indes 1497-1499, Paris 1998, 2010)
- (Übers. und Hrsg.) Gil Vicente, La plainte de Maria la Noiraude = Pranto de Maria Parda, Paris 1995, 2011
- (Übers. und Hrsg.) Gil Vicente, Triomphe de l'hiver & du printemps = Triunfo do inverno e do verão, Paris 1997
- (Übers. und Hrsg.) Gil Vicente, La barque de l'enfer, Paris 2000
- Dictionnaire de littérature brésilienne, Paris 2000 (portugiesisch: São Paulo 2003)
- (Übers.) Le voyage de Ludovico di Varthema en Arabie & aux Indes orientales 1503-1508, Paris 2004